# 11-я армия (Италия)
11-я армия (итал. 11 Armata) — итальянская армия, принимавшая участие во Второй мировой войне. Армия участвовала в сражениях на территории Албании и Греции.

## 1-е формирование. Балканские кампании
11-я армия сформирована 9 ноября 1940 в ходе Итальянского вторжения в Грецию на территории Албании. Участвовала в обороне Албании в ходе греческого контрнаступления. После начала нового наступления, связанного с вторжением в Грецию немецких войск в апреле 1941 армия оккупировала значительную часть территории страны. После капитуляции греческих войск выполняла оккупационные функции. Командование армии располагалось в Афинах. 1 июля была преобразована в Штаб-Квартиру в Греции.

## 2-е формирование
Армия была вновь воссоздана из Штаб-квартиры в Греции 1 июня 1943 года. После капитуляции Италии (8 сентября) и расформирования армии, часть солдат была разоружена немцами, а некоторые присоединились к греческим партизанам.

## Командующие армией
- генерал Себастьяно Висконти Праско (1940)
- генерал Карло Гелосо (1940-1943)
- генерал Карло Вечиарелли (1943)